# جیدا اسنس هول
جیدا اسنس هول (به انگلیسی: Jaida Essence Hall) (زاده ۹ دسامبر ۱۹۸۶) زن‌پوش آمریکایی است.